# 현대41타워
현대41타워(영어: Hyundai 41 Tower)는 대한민국 서울특별시 양천구 목1동에 있는 초고층 오피스텔이다. 높이는 167m이고 지상은 옥탑 제외시 40층이고 전체 포함시 41층, 옥탑은 2층, 지하는 6층이 있다. 1996년에 착공하여 2000년에 상가 분양하였다. 2001년에 완공하였고 오피스텔, 상가 입주했다. 건설사는 현대건설이다. 내부 시설에 아파트가 없고 오피스텔이 있다.

## 역사
1996년 3월 20일 현대그랜드타워가 분양된다고 한다. 서울 서남권에 들어설 예정인 국내 최고층으로 건설되는 오피스텔이다. 1999년 10월에 입주한다고 한다. 1996년 3월 25일에 허가되고 6월 17일에 착공하였다. 오피스텔의 분양이 완료되었다. 현대그린타워41(현대 그랜드타워 41)을 짓는다고 한다. 2000년에 오피스텔은 이미 분양이 완료됐고 상가 분양하고 할인 분양한다. 당시 상가를 최고 35% 할인 분양한다. 상가의 분양이 완료되었다. 2001년에 완공하고 오피스텔의 입주가 시작되었다. 입주 후 상가가 분양중이고 그 이후에 상가 분양이 완료되었다.

## 높이
높이는 167m이다. 완공 당시 양천구에서 가장 높은 마천루가 되었다. 그리고 양천구에서 가장 높은 오피스텔이 되었다. 양천구에 40층 이상 오피스텔이 들어섰다. 2003년까지 양천구에서 가장 높은 마천루였고 양천구에서 가장 높은 오피스텔이었다.

## 특징
업무용이지만 시설은 오피스텔이다. 높이는 167m고 지상 40층, 지하 6층의 마천루고 개성시의 송악산까지 보이고 총 7,200대의 주차가 가능하고 심아전력을 낮에 이용하고 하늘공원 조성하고 내부 시설, 주거, 업무, 기본형으로 세분화된다. 주구조는 철골철근콘크리트조고 지붕 구조는 평스라브다. 난방방식은 난방, 열병합이고 총 주차대수는 812대다.

## 엘리베이터
고속 엘리베이터가 있다. 승객용 13대, 화물용 1대, 비상용 2대가 있고 엘리베이터 운행 안내가 있다.
- 1~2호기: 1F, 13F ~ 41F(홀수층운행)
- 3~4호기: 1F, 14F ~ 41F(짝수층운행)
- 5~8호기: 1F, 6F ~ 12F
- 9~10호기: B5F ~ 5F
- 11~12호기: B6F ~ 41F(비상용)
- 13~14호기: B1F ~ 4F(2층, 3층 미운행)
- 15호기: B1F ~ 5F
- 16호기: B2F ~ 5F(화물용)

## 내부 시설
지하층에는 지하주차장이 있고 1층에는 로비가 있으며 2층부터 39층까지의 시설은 오피스텔 등이 있고 40층에는 빕스 프리미어가 있다. (41층이 존재하지 않고 40층으로 통합 운영한다.)
| 층수                | 시설          |
| ------------------- | ------------- |
| 40층                | 빕스 프리미어 |
| 2층 ~ 39층          | 오피스텔 등   |
| 1층                 | 로비          |
| 지하 6층 ~ 지하 1층 | 지하주차장    |

## 훈련
2003년 11월 18일에 현대41타워 대형재난대비 긴급구조종합훈련이 있었다.

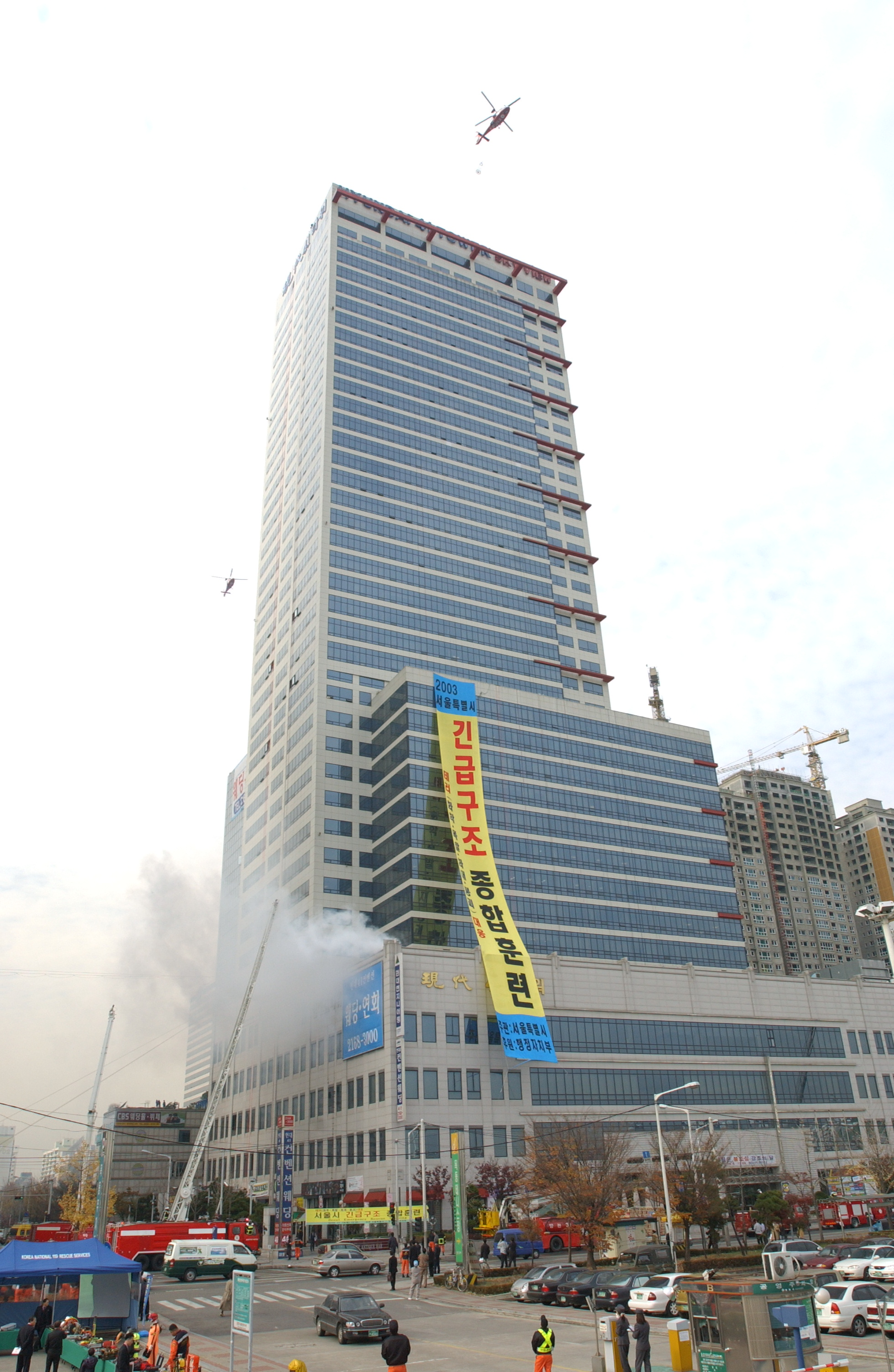
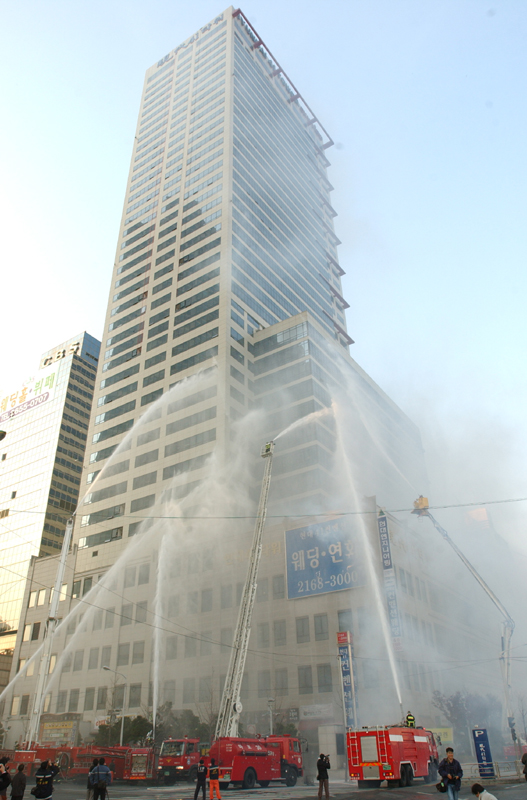

## 갤러리

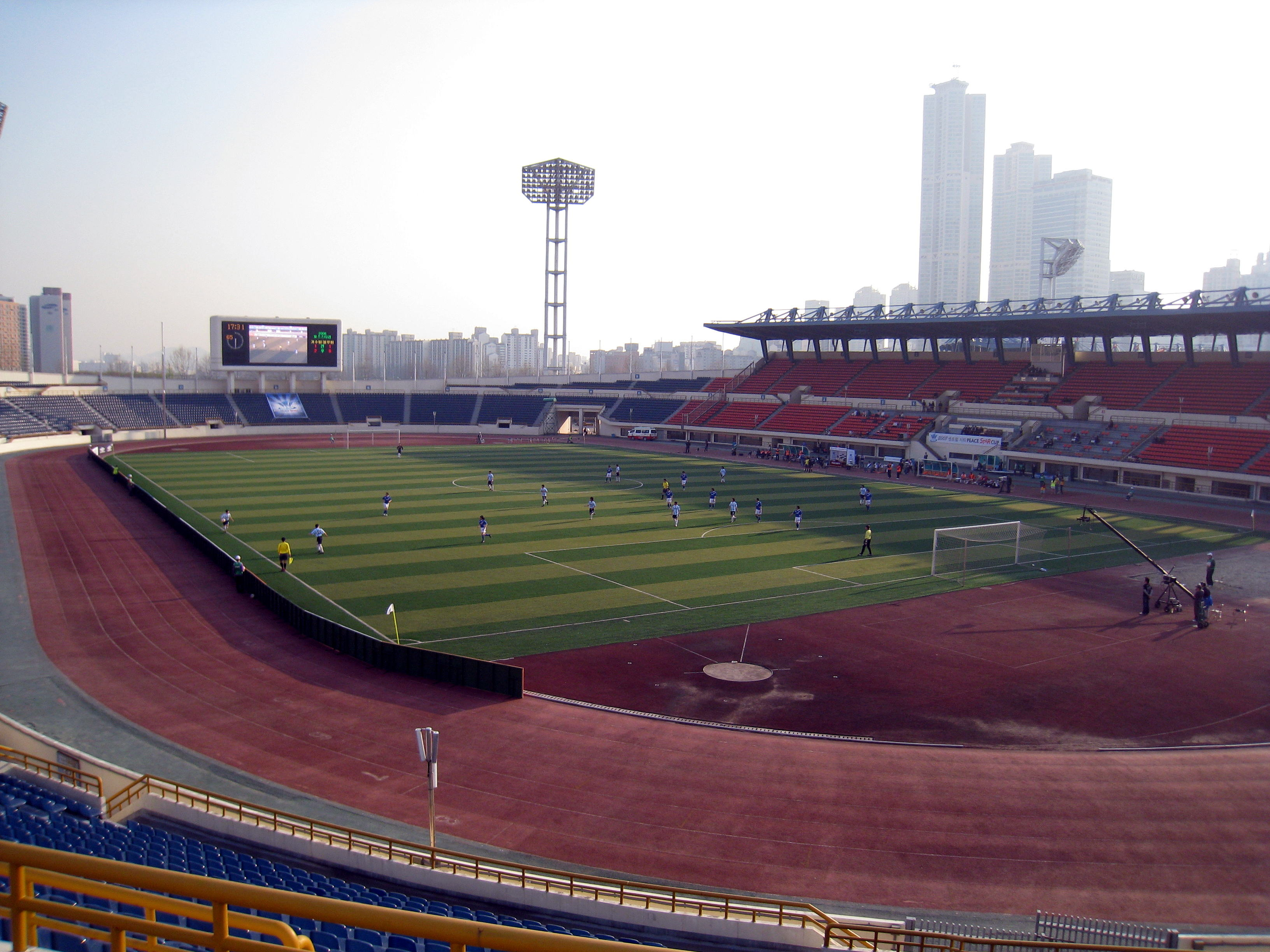

## 같이 보기

### 건물 목록
- 서울특별시의 마천루 목록

### 일반 주제
- 삼성 타워팰리스
- 목동 하이페리온
- 마천루